# Skrydstrup Sogn
Skrydstrup Sogn er et sogn i Haderslev Domprovsti (Haderslev Stift).
Skrydstrup Sogn hørte til Gram Herred i Haderslev Amt. Skrydstrup sognekommune blev længe før kommunalreformen i 1970 indlemmet i Vojens Kommune, der ved strukturreformen i 2007 indgik i Haderslev Kommune.
I Skrydstrup Sogn ligger Skrydstrup Kirke. Sognet hørte indtil 2007 til Tørninglen Provsti, men kirken har ikke det karakteristiske Tørninglen-spir, der er rejst over 4 trekantgavle.
I sognet findes følgende autoriserede stednavne:
- Bregnbjerg (bebyggelse)
- Hørløkke (bebyggelse)
- Lilholt (bebyggelse)
- Skrydstrup (bebyggelse, ejerlav)
- Skrydstrup Mark (bebyggelse)
- Smedager (bebyggelse)
- Uldal (bebyggelse, ejerlav)
- Uldallund (bebyggelse)
- Østervang (bebyggelse)

## Afstemningsresultat
Folkeafstemningen ved Genforeningen i 1920 gav i Skrydstrup Sogn 366 stemmer for Danmark, 27 for Tyskland. Af vælgerne var 56 tilrejst fra Danmark, 24 fra Tyskland. 